# Marcignago
Marcignago ist eine norditalienische Gemeinde (comune) mit 2427 Einwohnern (Stand 31. Dezember 2023) in der Provinz Pavia in der Lombardei. Die Gemeinde liegt etwa zehn Kilometer nordwestlich von Pavia.